# Agrilus barri
Agrilus barri é uma espécie de inseto do género Agrilus, família Buprestidae, ordem Coleoptera.
Foi descrita cientificamente por Hespenheide & Westcott, 2011.